# Яблуновский, Анатолий Владимирович
Анато́лий Влади́мирович Яблуно́вский (род. 23 октября 1949, Одесса) — советский велогонщик, серебряный и дважды бронзовый призёр чемпионатов мира по трековому велоспорту, многократный чемпион СССР по трековому велоспорту, участник и победитель большого числа иных спортивных соревнования, заслуженный тренер Украины, мастер спорта международного класса, судья национальной категории, почётный работник физической культуры и спорта Украины, вице-президент Одесской областной федерации велоспорта.

## Биография
Родился 23 октября 1949 года в городе Одесса. Участвовал в многочисленных спортивных соревнованиях. После завершения спортивной карьеры перешёл на тренерскую работу. Лучший тренер по велоспорту Одесской области 2001 года
Является судьёй многочисленных соревнований Украины по велогонкам.
С 2003 года по 2010 год — председатель областного совета ФСО «Спартак».
С 2010 по 2017 годы работал директором в Детско-юношеской спортивной школе № 13 г. Одессы.
С 2017 года по нынешнее время работает в Приморском лицее г. Одессы (Детский яхт-клубе)..
В 2012 году за высокие достижения на международной спортивной арене и весомый вклад в развитие физической культуры и спорта А. В. Яблуновскому была присуждена стипендия Кабинета министров Украины.

## Семья
Женат. Имеет дочь, у которой есть муж и 2 дочери.

## Достижения
Участник пяти Чемпионатов Мира:
| Год  | Место проведения          | Дисциплина        | Результат |
| 1973 | Сан-Себастьян, Испания    | Спринт (любители) | Серебро   |
| 1974 | Монреаль, Канада          | 4 место в спринте | нет       |
| 1975 | Льеж, Бельгия             | Тандем(любители)  | Бронза    |
| 1976 | Бриндизи, Италия          | Спринт (любители) | Бронза    |
| 1977 | Сан-Кристобаль, Венесуэла | Тандем(любители)  | Бронза    |

- Одиннадцатикратный чемпион СССР (1973—1979 годы).
- Восьмикратный серебряный призёр чемпионатов СССР (1973—1979 годов).
- Дважды бронзовый призёр чемпионатов СССР (1973—1979 годов).
- Трёхкратный чемпион Украинской ССР (1968—1969 годы).
- Одиннадцатикратный чемпион Вооружённых Сил СССР (1970—1979 годов). Выступал за сборную команду вооруженных сил СССР.
- Победитель и призёр крупнейших международных соревнований серии Гран-При: Брно (Чехословакия), Таллина, Тулы, Тбилиси, Еревана, Копенгагена, Орхуса, Оденза (Дания), Софии (Болгария), Мангейма (ФРГ), ГДР (1973—1979 гг.).
- Двукратный чемпион и серебряный призёр Спартакиады народов СССР (1975 год).
- Двукратный чемпион СКДА (1975 год).
- Более десяти раз победитель крупнейших Всесоюзных соревнований (1973—1979 годов). Член сборной команды СССР (1970—1979 годов).
- Рекордсмен СССР — 200 м с/х (1975 год).
- Кандидат в Олимпийскую команду СССР (1976 год).